# Dendropanax blakeanus
Dendropanax blakeanus là một loài thực vật có hoa trong Họ Cuồng cuồng. Loài này được Britton mô tả khoa học đầu tiên năm 1912.